# Шилова Аліна Олександрівна
Алі́на Ши́лова (12 квітня 1995, Київ, Україна) — українська футболістка, нападник київського клубу «Атекс-СДЮШОР №16» та екс-гравчиня молодіжної збірної України

## Життєпис
Аліна Шилова народилася у проблемній сім'ї — батьки дівчинки опинилися у в'язниці, а сама вона змушена була зростати в притулку. Грати у футбол почала в 5-річному віці, причому змагалася переважно з хлопцями, не рідко виглядаючи набагато сильнішою за них. У 12-річному віці Аліну помітила Алла Гресь — головний тренер та ідеолог жіночого футбольного клубу «Атекс-СДЮШОР №16», яка одразу ж відзначила неабиякий талант та ігрову унікальність дівчинки. З 2010 року Аліна стала незмінним гравцем основи та лідером «Атекса», 2011 року займалася у ДЮСШ-15.
У сезоні 2010/11 також виступала у футзальному чемпіонаті України за київський НУХТ.
Залучалася до ігор юнацької та молодіжної збірних України. У 2012 році посіла 7-ме місце у голосуванні на звання найкращого футболіста чемпіонату України.
У листопаді 2017 року режисер Аліса Коваленко презентувала короткометражний фільм «Домашні ігри» (англ. Home games), у якому змалювала трагедію життя Аліни Шилової. Фільм було показано в рамках фестивалю Docudays UA, де він переміг у номінації «The Guardian прямує в Україну». На початку 2018 року очікується вихід повнометражного фільму, присвяченого Аліні.